# Prekobrdo
Prekobrdo is een plaats in de gemeente Rovišće in de Kroatische provincie Bjelovar-Bilogora. De plaats telt 116 inwoners (2001).